# Isabella Maria Goubau
Isabella Maria Goubau, vrouwe van Beveren-Beaulieu en Triest (Antwerpen, gedoopt 13 september 1707 – Madrid, 24 oktober 1742) was een telg van de Antwerpse familie zijdehandelaars Goubau. Deze familie was sinds 1671 eigenaar van het kasteel Cortewalle in Beveren. Van 1735 tot haar dood was jonkvrouw Isabella Maria eigenaar van het kasteel, waarna het overging op haar twee zussen.

## Levensloop
Ze werd geboren in Antwerpen als oudste dochter van Maximinus Cornelis Goubau en Carola (Charlotte) Maria Agnes Bouwens. Goubau en haar twee jongere zussen Barbara Francisca (1709-1775) en Joanna Theresia (1710-1781) werden op jonge leeftijd wees. Hun moeder stierf in het kraambed kort na de geboorte van de jongste dochter en hun vader overleed amper vijf jaar later. De zusjes werden gescheiden van elkaar opgevoed door hun voogden langs moederszijde in Antwerpen: hun grootmoeder en een kinderloze tante en oom.

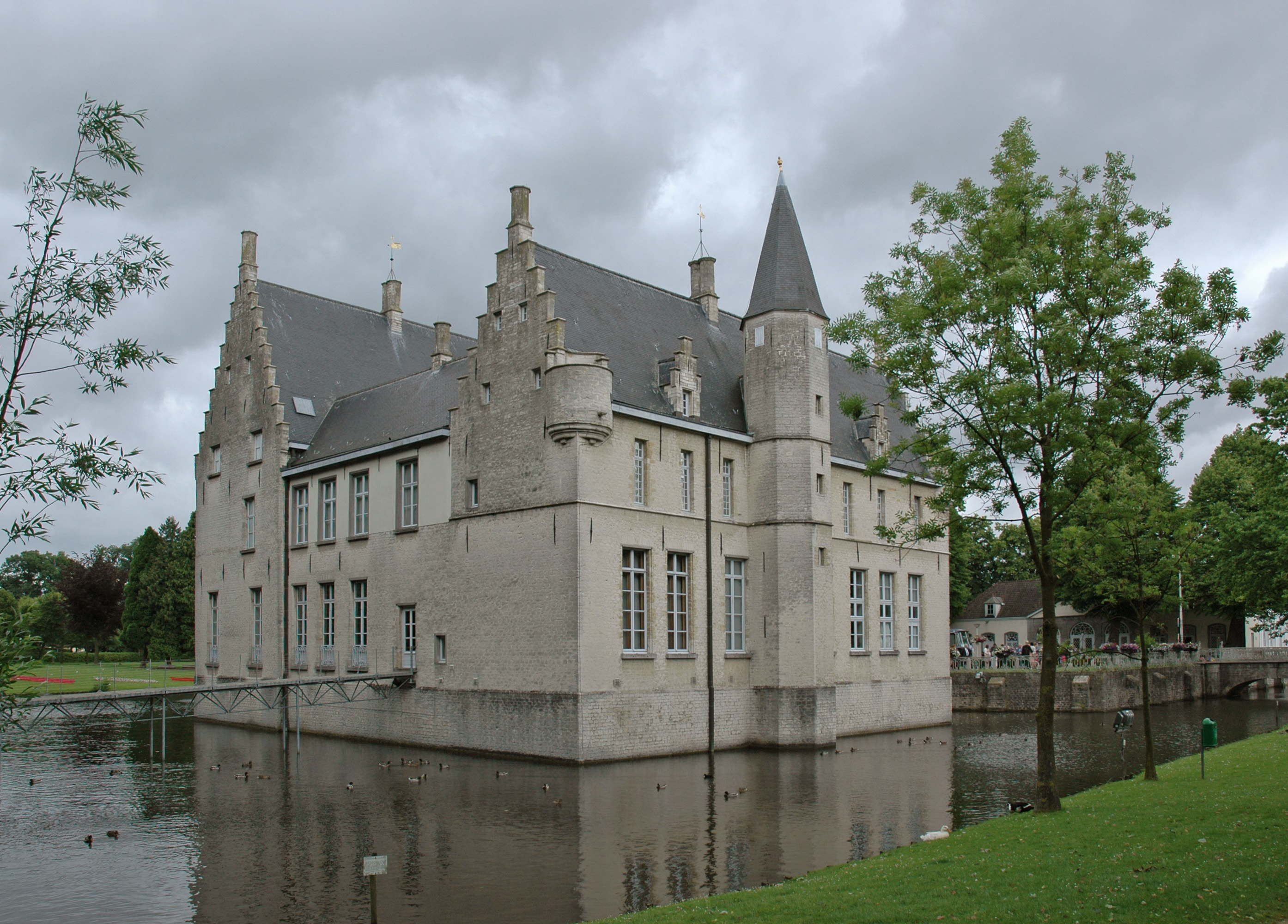
Kasteel Cortewalle

Na haar meerderjarigverklaring kocht Goubau in 1735 het kasteel Cortewalle van een voogd langs vaderszijde: een jongere broer van haar vader, de toenmalige baljuw van het Land van Beveren. Ze verfraaide het kasteel en nam er vervolgens haar intrek. Vanuit Cortewalle beheerde ze het gezamenlijke, geërfde patrimonium van haarzelf en haar zussen.
Goubau was een ondernemende en vooral plichtsbewuste jonge vrouw. Ze schreef van achter haar schrijftafel in het kasteel honderden brieven met richtlijnen en afspraken naar ontvangers, pachters, aannemers, politici en uiteraard ook naar haar zussen. Ze steunde de lokale bevolking in tijden van crisis (bijvoorbeeld de Beverse kantwerksters). 
Na haar huwelijk met burggraaf Rutger Theodorus de Flodorp, heer van Glabecq, verhuisde ze naar Madrid, waar ze eind oktober 1742 stierf na haar bevalling van een doodgeboren jongetje.

## Nalatenschap
Goubau's zussen erfden haar persoonlijk patrimonium, waaronder het kasteel Cortewalle, en bleven er lange tijd gemeenschappelijk eigenaar van. Ze bewoonden het niet permanent, maar verbleven er zoveel mogelijk en het liefst samen. Joanna Theresia en haar Engelse echtgenoot-zakenman James Dormer zetten het ook in als kroonjuweel van de handelsfirma Dormer (luxeproducten en verzekeringen): ze ontvingen - en imponeerden - er met veel pracht en praal potentiële klanten.
Het kasteel en het domein met sierpark, moestuin en boomgaarden werden tot in de puntjes onderhouden. Voor de opbrengsten van de tuinen stond een tuinier in, die een hele ploeg arbeiders aan het werk hield. De kokkin verwerkte de oogst in zowel seizoensgerechten als in geleien en confituren en een reeks ingemaakte lekkernijen, waarvan de vele bewaarde recepten getuigen. Na de dood van haar echtgenoot zette Joanna Theresia de Firma Dormer voort, oorspronkelijk met de bedoeling de zaak na te laten aan haar stiefzoon wanneer die er klaar zou voor zijn. Ze trad daarmee in de voetsporen van haar ondernemende grootmoeder Isabella Maria vander Greyn.
Barbara Francisca was ongehuwd en stierf in 1775. Na het overlijden van Joanna Theresia in 1781 werd haar enige overlevende dochter Maria Elisabeth Dormer (1739-1799) eigenares van Cortewalle. Dankzij haar huwelijk met graaf Petrus Philippus de Brouchoven de Bergeyck in 1764 werd het kasteel Cortewalle een grafelijke residentie tot diep in de twintigste eeuw. De Bergeycks bewoonden Cortewalle tot 1960. In 1966 kocht de gemeente Beveren het waterslot en gaf het een culturele functie. In het prachtige park in Engelse stijl vinden heel wat inwoners en bezoekers van Beveren vandaag rust en ontspanning.
Ter gelegenheid van Internationale Vrouwendag 2024 werd er bij het Kasteel Cortewalle een cortenstaal silhouette onthuld voor Isabella Maria Goubau.